# Solos/Solas
Solos/Solas (anteriormente conocido como Sol@) fue un reality emitido en Mitele Plus. En él, dos personajes famosos vivían las 24 horas del día en una casa construida para la ocasión en las propias instalaciones de Mediaset España, en Fuencarral.

## Formato
Sol@ es un reality show creado y producido íntegramente por la División de Producción de Contenidos de Mediaset España en colaboración con el Área Digital para la plataforma de pago Mitele Plus. Este innovador formato de telerrealidad muestra la vida de un famoso durante 24 horas al día. Pero a diferencia de otros programas de Telecinco, como Supervivientes o Gran Hermano, el concursante se encuentra totalmente solo/sola y a merced de la audiencia. Como si del mítico videojuego "Los Sims" se tratase, los suscriptores de la plataforma de streaming deciden diferentes aspectos de su vida cotidiana, retos a los que debe someterse y las visitas que puede recibir en la casa.
Entre las novedades del formato se encuentra su ubicación. La peculiar localización donde vive el concursante es una edificación modular y temporal del plató-vivienda situada sobre una cubierta del último edificio construido en la sede de Mediaset España. La casa cuenta con 45 metros útiles con una amplia zona acristalada y una terraza con vistas al parking del grupo.
Sol@ cuenta con un único concursante que, en principio, podrá extender su experiencia hasta que lo desee. Más tarde, desde enero de 2021, el formato dio un giro y pasó a contar con dos concursantes por etapa, siendo rebautizado bajo el nombre de Solos/Solas. Ese año, también existió Solos on the beach, la versión veraniega del programa.

## Habitantes

### Temporada 1 (2020-2021)
14 de septiembre de 2020 - 22 de enero de 2021 (130 días)
|                    | Procedencia | Edad | Conocido por...                   | Duración                                     |
| ------------------ | ----------- | ---- | --------------------------------- | -------------------------------------------- |
| Anabel Pantoja     | Sevilla     | 34   | Sobrina de Isabel Pantoja         | 14 de septiembre – 22 de septiembre (8 días) |
| Sofía Suescun      | Navarra     | 24   | Ganadora de Gran Hermano 16       | 22 de septiembre – 7 de octubre (15 días)    |
| Maestro Joao       | Madrid      | 57   | Vidente                           | 7 de octubre – 22 de octubre (15 días)       |
| Gianmarco Onestini | Bolonia     | 24   | Modelo y concursante de realities | 22 de octubre – 22 de noviembre (31 días)    |
| Miriam Saavedra    | Lima        | 27   | Expareja de Carlos Lozano         | 22 de noviembre – 13 de diciembre (21 días)  |
| Maite Galdeano     | Navarra     | 51   | Concursante de Gran Hermano 16    | 13 de diciembre – 22 de enero (40 días)      |

### Temporada 2 (2021)
25 de enero de 2021 - 20 de julio de 2021 (176 días)
|                         | Procedencia | Edad | Conocido por ser...              | Pareja               | Duración                             |
| ----------------------- | ----------- | ---- | -------------------------------- | -------------------- | ------------------------------------ |
| Rafa Mora               | Valencia    | 37   | Tronista de MYHYV                | Macarena             | 25 de enero – 8 de febrero (14 días) |
| Macarena Millán         | Barcelona   | 28   | Modelo                           | Rafa                 | 25 de enero – 8 de febrero (14 días) |
| Noel Bayarri            | Lanzarote   | 32   | Tronista de MYHYV                | Marta                | 8 de febrero – 1 de marzo (21 días)  |
| Lester Duque            | Las Palmas  | 32   | Participante de LIDLT 2          | Marta                | 2 de marzo – 9 de marzo (7 días)     |
| Marta Peñate            | Las Palmas  | 30   | Concursante de Gran Hermano 16   | Noel / Lester / Tony | 8 de febrero – 16 de marzo (36 días) |
| Tony Spina              | Gerona      | 32   | Tronista de MYHYV                | Marta                | 9 de marzo - 16 de marzo (7 días)    |
| Beatriz Retamal         | Valencia    | 24   | Ganadora de Gran Hermano 17      | Dani G.              | 16 de marzo - 14 de abril (30 días)  |
| Dani García Primo       | Alicante    | 24   | Participante de LIDLT 2          | Bea                  | 16 de marzo - 14 de abril (30 días)  |
| Óscar Ruiz              | Málaga      | 27   | Participante de LIDLT 1          | Samira               | 14 de abril - 27 de abril (13 días)  |
| Samira Jalil            | Madrid      | 30   | Tronista de MYHYV                | Óscar                | 14 de abril - 27 de abril (13 días)  |
| Manuel González         | Cádiz       | 29   | Participante LIDLT 3             | Steisy               | 28 de abril - 26 de mayo (28 días)   |
| Patricia Pérez "Steisy" | Granada     | 29   | Tronista de MYHYV                | Manuel               | 28 de abril - 26 de mayo (28 días)   |
| Dakota Tárraga          | Alicante    | 26   | Participante de Hermano mayor    | Dani S.              | 26 de mayo - 28 de mayo (2 días)     |
| Daniel Santos           | Burgos      | 29   | Finalista de Gran Hermano 12+1   | Dakota / Ariadna     | 26 de mayo - 8 de junio (13 días)    |
| Ariadna Sánchez         | Madrid      | 37   | Concursante de Gran Hermano 12+1 | Dani S.              | 29 de mayo - 8 de junio (10 días)    |
| Chiqui Martínez         | Cartagena   | 35   | Finalista de Gran Hermano 10     | Albert               | 9 de junio - 14 de junio (5 días)    |
| Albert Álvarez          | Soria       | 30   | Tronista de MYHYV                | Chiqui / Danna       | 9 de junio - 30 de junio (20 días)   |
| Danna Ponce             | Valencia    | 26   | Influencer                       | Albert               | 17 de junio - 30 de junio (12 días)  |
| Inma Campano            | Sevilla     | 29   | Participante de LIDLT 2          | Julen                | 1 de julio - 20 de julio (20 días)   |
| Julen de la Guerra      | Madrid      | 24   | Tronista de MYHYV                | Inma                 | 1 de julio - 20 de julio (20 días)   |

### Temporada 3:Solos on the beach(2021)
22 de julio de 2021 - 31 de agosto de 2021 (40 días) 
|                       | Procedencia | Edad | Conocido por...                | Pareja          | Duración                              |
| --------------------- | ----------- | ---- | ------------------------------ | --------------- | ------------------------------------- |
| Fiama Rodríguez       | Las Palmas  | 28   | Participante de LIDLT 1        | Ferre           | 22 de julio - 29 de julio (8 días)    |
| Jaime Ferrera "Ferre" | Huelva      | 26   | Participante de Super Shore 3  | Fiama / Fati    | 22 de julio - 4 de agosto (14 días)   |
| Fati Vázquez          | Pontevedra  | 25   | YouTuber e influencer          | Ferre / Iván    | 29 de julio - 9 de agosto (11 días)   |
| Iván Díaz             | Badajoz     | 27   | Tronista de MYHYV              | Fati / Amor     | 4 de agosto - 19 de agosto (16 días)  |
| Amor Romeira          | Las Palmas  | 32   | Concursante de Gran Hermano 9  | Iván / Carolina | 10 de agosto - 31 de agosto (21 días) |
| Carolina Sobe         | Madrid      | 48   | Concursante de Gran Hermano 11 | Amor            | 19 de agosto - 31 de agosto (12 días) |

### Temporada 4 (2023)
30 de enero de 2023 - 26 de abril de 2023 (87 días)
|                     | Procedencia | Edad | Conocido por...             | Pareja               | Duración                               |
| ------------------- | ----------- | ---- | --------------------------- | -------------------- | -------------------------------------- |
| Javi Redondo        | Barcelona   | 28   | Participante de LIDLT 5     | Mario                | 30 de enero - 6 de febrero (7 días)    |
| Mario González      | Madrid      | 28   | Participante de LIDLT 5     | Javi / Ana           | 30 de enero - 13 de febrero (14 días)  |
| Ana Nicolás         | Murcia      | 23   | Participante de LIDLT 5     | Mario                | 6 de febrero - 13 de febrero (7 días)  |
| Daniela Requena     | Valencia    | 31   | Periodista y escritora      | Tom                  | 13 de febrero - 21 de febrero (9 días) |
| Tom Brusse          | Marrakech   | 30   | Participante de LIDLT 2     | Daniela              | 13 de febrero - 21 de febrero (9 días) |
| Bela Saleem         | Valencia    | 27   | Participante de LIDLT 3     | Adrián               | 22 de febrero - 1 de marzo (7 días)    |
| Adrián Tello        | Zaragoza    | 27   | Finalista de Secret Story 2 | Bela / Marta         | 22 de febrero - 6 de marzo (12 días)   |
| Marta Jurado        | Teruel      | 28   | Finalista de Secret Story 2 | Adrián               | 1 de marzo - 6 de marzo (5 días)       |
| Hugo Paz            | Cádiz       | 29   | Tronista de MYHYV           | Lola                 | 6 de marzo - 13 de marzo (7 días)      |
| Marta Mencía "Lola" | León        | 26   | Participante de LIDLT 3     | Hugo                 | 6 de marzo - 13 de marzo (7 días)      |
| Iwan Molina         | Valencia    | 29   | Finalista de Insiders       | Zoe                  | 13 de marzo - 21 de marzo (9 días)     |
| Zoe Mba             | Barcelona   | 24   | Participante de LIDLT 4     | Iwan                 | 13 de marzo - 21 de marzo (9 días)     |
| Ana Luque           | Málaga      | 47   | Amiga de Olga Moreno        | Lara                 | 22 de marzo - 28 de marzo (7 días)     |
| Lara Sajen          | Madrid      | 45   | Concursante de MDLC 2       | Ana                  | 22 de marzo - 28 de marzo (7 días)     |
| Cristian López      | Murcia      | 29   | Participante de LIDLT 5     | María de los Ángeles | 28 de marzo - 11 de abril (14 días)    |
| Marí Ángeles Ramos  | Málaga      | 24   | Participante de LIDLT 5     | Cristian             | 28 de marzo - 11 de abril (14 días)    |
| Cristina Porta      | Lérida      | 32   | Periodista deportiva        | Miguel               | 11 de abril - 26 de abril (15 días)    |
| Miguel Frigenti     | Toledo      | 35   | Colaborador de TV           | Cristina             | 11 de abril - 26 de abril (15 días)    |

### Temporada 5 (2023)
26 de abril de 2023 - 2 de julio de 2023 (67 días) 
- Esta nueva temporada cuenta con expulsiones, que son decididas por la audiencia.

|                     | Procedencia | Edad | Conocido por...               | Pareja                          | Duración                            | Información                         |
| ------------------- | ----------- | ---- | ----------------------------- | ------------------------------- | ----------------------------------- | ----------------------------------- |
| Gianmarco Onestini* | Bolonia     | 26   | Concursante de realities      | Valeria                         | 26 de abril - 3 de mayo (7 días)    | Expulsado                           |
| Valeria Ardila      | Valencia    | 21   | Participante de LIDLT 5       | Gianmarco / Álvaro              | 26 de abril - 4 de mayo (8 días)    | Abandono                            |
| Carmen Saavedra     | Granada     | 27   | Tronista de MYHYV             | Álvaro                          | 4 de mayo - 10 de mayo (6 días)     | Expulsada                           |
| Álvaro Boix         | Alicante    | 24   | Participante de LIDLT 4       | Valeria / Carmen S. / Carmen N. | 3 de mayo - 17 de mayo (14 días)    | Expulsado                           |
| Carmen Nadales      | Córdoba     | 27   | Concursante de Secret Story 2 | Álvaro / Marina                 | 10 de mayo - 24 de mayo (14 días)   | Expulsada                           |
| Marina López        | Madrid      | 25   | Participante de LIDLT 6       | Carmen N. / Nico                | 17 de mayo - 7 de junio (21 días)   | Salen juntos tras parar la votación |
| Nico Craiu          | Castellón   | 24   | Participante de LIDLT 4       | Marina                          | 24 de mayo - 7 de junio (14 días)   | Salen juntos tras parar la votación |
| Ginés Corregüela    | Jaén        | 52   | TikToker                      | Yaiza                           | 7 de junio - 16 de junio (9 días)   | Entran y salen juntos sin votación  |
| Yaiza Martín        | Tenerife    | 43   | Pareja de Ginés Corregüela    | Ginés                           | 7 de junio - 16 de junio (9 días)   | Entran y salen juntos sin votación  |
| Roberto Urbano      | Madrid      | 25   | Participante de LUT           | Sheila                          | 16 de junio - 26 de junio (10 días) | Entran y salen juntos sin votación  |
| Sheila González     | Madrid      | 24   | Expareja de Mario González    | Roberto                         | 16 de junio - 26 de junio (10 días) | Entran y salen juntos sin votación  |
| Keyla Suárez        | Las Palmas  | 23   | Participante de LIDLT 6       | Napoli                          | 26 de junio - 2 de julio (7 días)   | Entran y salen juntos sin votación  |
| Manuel Napoli       | Milán       | 29   | Participante de LIDLT 6       | Keyla                           | 26 de junio - 2 de julio (7 días)   | Entran y salen juntos sin votación  |

(*) Gianmarco Onestini ya participó previamente en Solo (Temporada 1)

## Concursantes deSolos/Solasen otros programas
- Supervivientes (España)
  - Rafa Mora - Undécima edición - 9.º expulsado
  - Anabel Pantoja - Decimotercera edición - 2.ª expulsada
  - Tony Spina - Decimotercera edición - Lesionado
  - Chiqui Martínez -Decimotercera edición - 11.ª expulsada
  - Carolina Sobe - Decimotercera edición - 12.ª expulsada
  - Noel Bayarri - Decimocuarta edición - 4.º expulsado
  - Miriam Saavedra - Decimoquinta edición - 5.ª expulsada
  - Patricia Pérez "Steisy" -Decimoquinta edición - 11.ª expulsada
  - Hugo Paz - Decimoséptima edición - 9.º expulsado
  - Maestro Joao - Decimoséptima edición - 10.º expulsado
  - Sofía Suescun - Decimoséptima edición - Ganadora
  - Dakota Tárraga - Decimoctava edición - 8.ª expulsada
  - Albert Álvarez - Decimoctava edición - 2.º finalista
  - Beatriz Retamal - Decimonovena edición - 1.ª expulsada
  - Jaime Ferrera "Ferre" - Decimonovena edición - 5.º expulsado
  - Lara Sajen - Vigésima edición - 10.ª expulsada
  - Tom Brusse - Vigésima edición - 12.º expulsado
  - Marta Mencía "Lola" - Vigésima edición - 13.ª expulsada
  - Gianmarco Onestini - Vigésima edición - 2.º finalista
  - Ana Luque - Vigésima primera edición - 11.ª expulsada
  - Anabel Pantoja - Vigésima primera edición - 12.ª expulsada
  - Marta Peñate - Vigésima primera edición - 2.ª finalista
  - Yaiza Martín - Vigésima segunda edición - Expulsión disciplinaria
  - Ginés Corregüela - Vigésima segunda edición - 7.º expulsado
  - Mario González - Vigésima tercera edición - 5.º expulsado
- Supervivientes All Stars
  - Marta Peñate - Primera edición (2024) - Ganadora
  - Sofía Suescun - Primera edición (2024) - 3.ª finalista
  - Marta Mencía (Lola) - Primera edición (2024) - 5.ª expulsada
- Gran Hermano (España)
  - Amor Romeira - Novena edición - 1.ª expulsada / Abandono
  - Almudena Martínez - Décima edición - 3.ª finalista
  - Carolina Sobe - Undécima edición - 8.ª expulsada
  - Daniel Santos - Decimotercera edición - 3.er finalista
  - Ariadna Sánchez - Decimotercera edición - 16.ª expulsada / 3.ª finalista (+1)
  - Maite Galdeano - Decimosexta edición - 1.ª expulsada
  - Marta Peñate - Decimosexta edición - 14.ª expulsada
  - Sofía Suescun - Decimosexta edición - Ganadora
  - Beatriz Retamal - Decimoséptima edición - Ganadora
- Gran Hermano VIP
  - Miguel Frigenti - Cuarta edición - Aspirante a concursante
  - Samira Jalil - Cuarta edición - Aspirante a concursante
  - Daniel Santos - Cuarta edición - 11.º expulsado
  - Tony Spina - Sexta edición - 10.º expulsado
  - Miriam Saavedra - Sexta edición - Ganadora
  - Anabel Pantoja - Séptima edición - 1.ª expulsada
  - Gianmarco Onestini - Séptima edición - 8.º expulsado
  - Maestro Joao - Séptima edición - 9.º expulsado
- Gran Hermano Dúo
  - Carolina Sobe - Primera edición (2019) - 10.ª expulsada
  - Sofía Suescun - Primera edición (2019) - 4.ª / 11.ª expulsada
  - Manuel González - Segunda edición (2024) - 3.er finalista
- La casa fuerte
  - Macarena Millán - Primera edición - 2.ª expulsada
  - Maite Galdeano - Primera edición - 3.ª expulsada
  - Jaime Ferrera "Ferre" - Primera edición - 3.er finalista
  - Tom Brusse - Segunda edición - 7.º expulsado
  - Marta Peñate - Segunda edición - 8.ª expulsada
  - Tony Spina - Segunda edición - 3.er finalista
  - Samira Jalil - Segunda edición - 2.ª finalista
- La isla de las tentaciones
  - Fiama Rodríguez - Primera temporada - Pareja
  - Óscar Ruiz - Primera temporada - Soltero
  - Inma Campano - Segunda temporada - Pareja
  - Marta Peñate - Segunda temporada - Pareja
  - Tom Brusse - Segunda temporada - Pareja
  - Lester Duque - Segunda temporada - Pareja
  - Dani García - Segunda temporada - Soltero
  - Óscar Ruiz - Segunda temporada - Soltero
  - Marta Mencía "Lola" - Tercera temporada - Pareja
  - Manuel González - Tercera temporada - Pareja
  - Fiama Rodríguez - Tercera temporada - Soltera
  - Bela Saleem - Tercera temporada - Soltera
  - Roberto Urbano - Última Tentación - Pareja
  - Álvaro Boix - Cuarta y quinta temporada - Pareja / soltero
  - Nico Craiu - Cuarta Temporada - Pareja
  - Zoe Mba - Cuarta temporada - Pareja
  - Carmen Saavedra - Quinta temporada - Soltera
  - Cristian López - Quinta temporada - Pareja
  - Hugo Paz - Quinta temporada - Soltero
  - Javi Redondo - Quinta temporada - Pareja
  - María de los Ángeles Ramos - Quinta temporada - Soltera
  - Mario González - Quinta temporada - Pareja
  - Valeria Ardila - Quinta temporada - Soltera
  - Keyla Suárez - Sexta temporada - Soltera
  - Marina López - Sexta temporada - Pareja
  - Manuel Napoli - Sexta temporada - Soltero
- Mujeres y Hombres y Viceversa
  - Rafa Mora - Tronista (2009)
  - Samira Jalil - Tronista (2010)
  - Fiama Rodríguez - Pretendienta (2012)
  - Noel Bayarri - Tronista (2013)
  - Tony Spina - Tronista (2013)
  - Patricia Pérez "Steisy" - Tronista (2014)
  - Hugo Paz - Tronista (2016)
  - Sofía Suescun - Tronista (2016)
  - Marta Mencía "Lola" - Pretendienta (2017)
  - Manuel González - Pretendiente (2017)
  - Bela Saleem - Pretendienta (2018)
  - Tom Brusse - Pretendiente (2019)
  - María de los Ángeles Ramos - Pretendienta (2019)
  - Dani García - Pretendiente (2020)
  - Marina López - Pretendienta (2020)
  - Zoe Mba - Pretendienta (2020)
  - Carmen Saavedra - Tronista (2021)
  - Julen de la Guerra - Tronista (2021)
  - Inma Campano - Pretendienta (2021)
  - Iván Díaz - Tronista (2021)
- El tiempo del descuento
  - Maestro Joao - Primera edición - 7.º expulsado
  - Anabel Pantoja - Primera edición - 3.ª finalista
  - Gianmarco Onestini - Primera edición - Ganador
- El Reencuentro (2010)
  - Amor Romeira - Primera edición - 4.ª expulsada
- Secret Story: Casa dos segredos (Portugal)
  - Amor Romeira - Sexta temporada (2016) - 15.ª expulsada
- Secret Story: La casa de los secretos
  - Fiama Rodríguez - Primera edición (2021) - 4.ª expulsada
  - Miguel Frigenti - Primera edición (2021) - 3.er / 12.º expulsado
  - Julen de la Guerra - Primera edición (2021) - 13.er expulsado
  - Cristina Porta - Primera edición (2021) - 2.ª finalista
  - Carmen Nadales - Segunda edición (2022) - Expulsión disciplinaria
  - Adrián Tello - Segunda edición (2022) - 3.er finalista
  - Marta Jurado - Segunda edición (2022) - 2.ª finalista
- La última tentación
  - Bela Saleem - Primera edición - Soltera
  - Lester Duque - Primera edición - Pareja
  - Manuel González - Primera edición - Soltero
  - Marta Peñate - Primera edición - Soltera
  - Óscar Ruiz - Primera edición - Soltero
- Maestros de la costura
  - Lara Sajen - Segunda edición (2019) - 9.ª expulsada
- Pesadilla en El Paraíso
  - Patricia Pérez "Steisy" - Primera edición (2022) - 11.ª expulsada
  - Danna Ponce - Primera edición (2022) - 13.ª expulsada
  - Manuel González - Primera edición (2022) - 14.º expulsado
  - Dani García - Primera edición (2022) - 15.º expulsado
  - Iván Molina - Primera edición (2022) - 4.º finalista
  - Daniela Requena - Primera edición (2022) - 3.ª finalista
  - Beatriz Retamal - Primera edición (2022) - 2.ª finalista
  - Maite Galdeano - Segunda edición (2023) - 2.ª expulsada
- Baila Conmigo (Cuatro)
  - Álvaro Boix - Protagonista (2022)
- En Busca del Nirvana (Cuatro)
  - Inma Campano - Primera edición (2023) - Ganadora
- !Vaya Vacaciones!
  - Carmen Nadales - Primera edición (2023) - 1.ª expulsada
  - Marta Peñate - Primera edición (2023) - 3.er finalista
  - Tony Spina - Primera edición (2023) - 3.er finalista
  - Cristina Porta - Primera edición (2023) - Ganadora
- Insiders
  - Iwan Molina - Primera edición (2021) - 3.er finalista
- Resistiré (México)
  - Samira Jalil - Segunda edición (2022) - 3.ª finalista
- La casa de los famosos (México)
  - Samira Jalil - Tercera edición (2023) - 7.ª expulsada
- La casa de los famosos (EE. UU.)
  - Cristina Porta - Cuarta edición (2024) - 14.ª expulsada